# Rullen (Voeren)

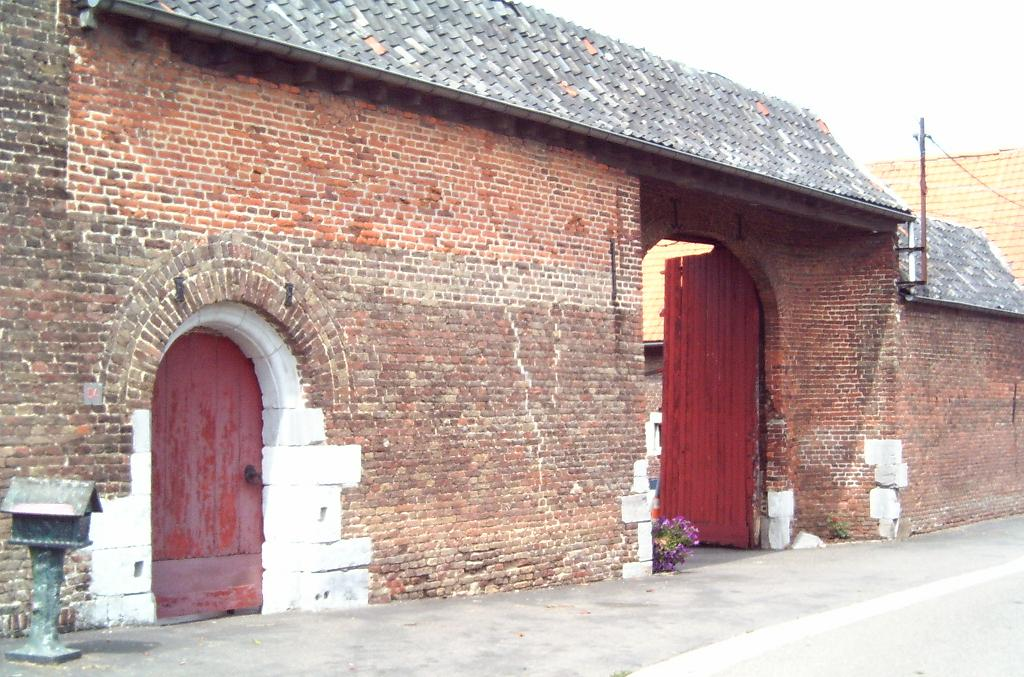
Vierkantshoeve in Rullen

Rullen is een gehucht in de gemeente Voeren in België. Het ligt boven en halverwege aan de weg, die de helling vormt vanuit het dal van de Voer in de buurt van Sint-Pieters-Voeren. 
Rullen vormt het bovenste gehucht met een oude boerderij en huizen waaronder een vakwerkhuis. Op nummer 54 bevindt zich een grote oude gesloten hoeve, waarin nu een manege is gevestigd. Links naast de grote toegangspoort is een rondbogig voetgangerspoortje met gedeeltelijk blauwe hardstenen omlijsting. Het gebouw is van baksteen (zonnebekkers).
Lager gelegen, aan dezelfde weg, bevinden zich de gehuchten: Brabant, Drink en Swaan.

## Bekende inwoners
- José Happart, politicus
- Jean-Marie Happart, politicus
- Grégory Happart, gemeenteraadslid

## Archeologische site
Rond 1919 deed Marcel De Puydt archeologisch veldwerk in Rullen en vond vuurstenen werktuigen uit de jonge steentijd.
Deelgemeenten: 's-Gravenvoeren · Moelingen · Remersdaal · Sint-Martens-Voeren · Sint-Pieters-Voeren · Teuven

Overige kernen: Berg · Drink · Gieveld · Hagelstein · Ketten · Knap · Krindaal · Nurop · Obsinnich · Peerds · De Plank · Reesberg · Rullen · Schilberg · Schophem · Schoppemerheide · Sinnich · Snauwenberg · Stroevenbos · Swaan · Ulvend · Veld · Veurs

Belgische gemeenten · Arrondissement Tongeren · Limburg · Vlaanderen